# Genève Natation 1885

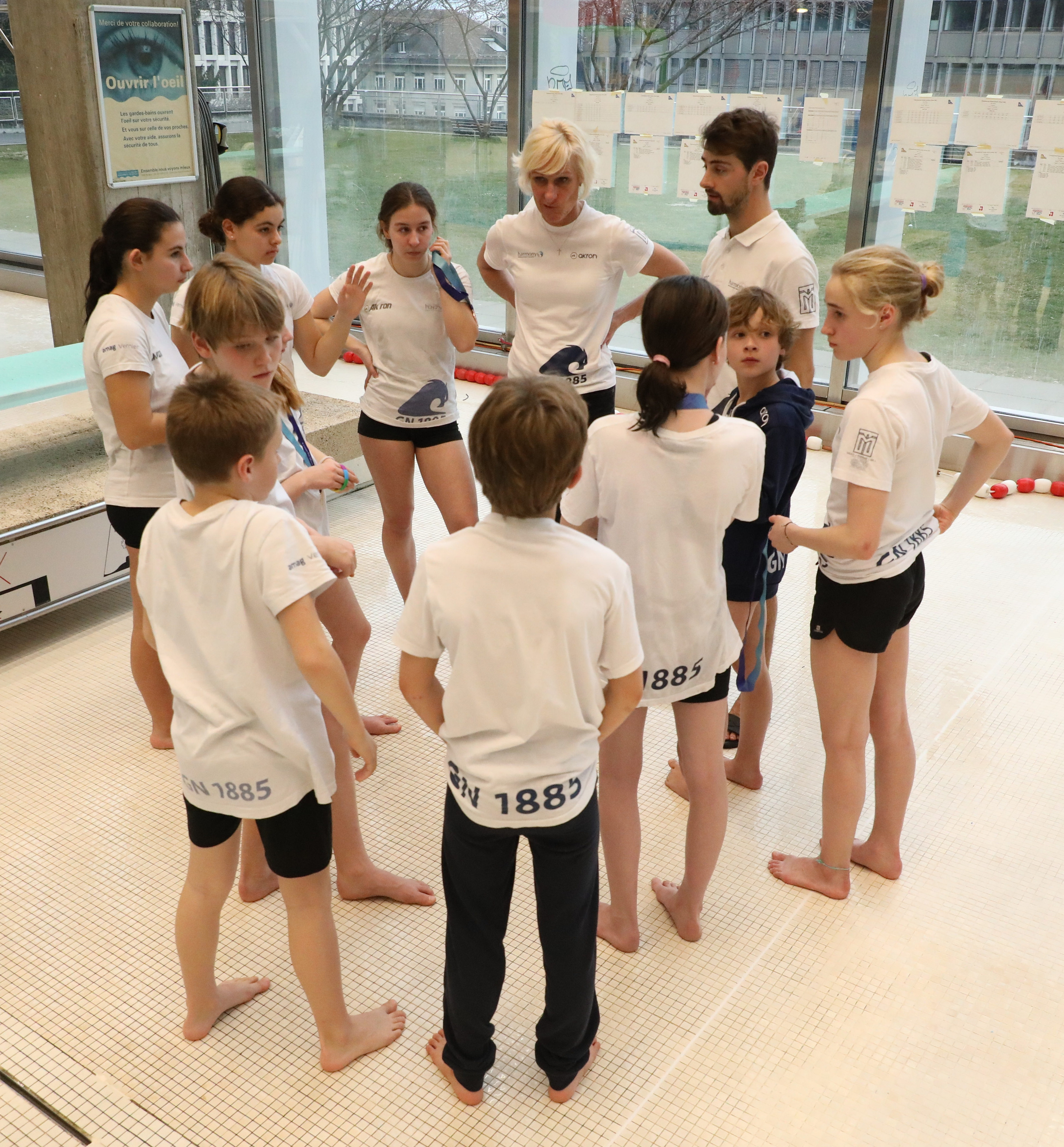
Equipo Genève Natation 1885

El Genève Natation 1885 es un club acuático suizo en la ciudad de Ginebra.
Los principales deportes que se practican en el club son la natación, buceo y el waterpolo.

## Historia
El club de natación fue fundado en 1885.  

## Palmarés
- 13 veces campeón de la liga de Suiza de waterpolo masculino